# Charles James George Dalton
Sir Charles James George Dalton, britanski general, * 28. februar 1902, † 1989.